# 阿科馬爾卡區
13°48′38″S 73°52′08″W / 13.8105°S 73.8688°W
阿科馬爾卡區（西班牙語：Distrito de Accomarca），是秘魯的一個區，位於該國中南部阿亞庫喬大區的比爾卡斯瓦曼省，始建於1965年1月29日，面積82.4平方公里，海拔高度3,351米，2005年人口1,836，人口密度每平方公里22人。